# Bocznianka żółtobrązowa
Bocznianka żółtobrązowa (Hohenbuehelia tremula (Schaeff.) Thorn & G.L. Barron) – gatunek grzybów z rodziny boczniakowatych (Pleurotaceae).

## Systematyka i nazewnictwo
Pozycja w klasyfikacji według Index Fungorum: Hohenbuehelia, Pleurotaceae, Agaricales, Agaricomycetidae, Agaricomycetes, Agaricomycotina, Basidiomycota, Fungi.
Po raz pierwszy takson ten zdiagnozował w 1774 r. J.Ch. Schaeffer nadając mu nazwę Agaricus tremulus. Obecną, uznaną przez Index Fungorum nazwę nadał mu w 1951 r. Rolf Singer, przenosząc go do rodzaju Hohenbuehelia. W 1986 r. opisano jego anamorfę pod nazwą Nematoctonus geogenius Thorn & G.L. Barron.
Ma ponad 20 synonimów. Niektóre z nich:
- Geopetalum rickenii Kühner, in Kühner & Romagnesi (1953)
- Hohenbuehelia rickenii Kühner, in Kühner & Romagnesi 1954
- Hohenbuehelia rickenii Kühner ex P.D. Orton 1960
- Leptoglossum tremulum (Schaeff.) Singer 1962
- Pleurotus rickenii Kühner, in Kühner & Romagnesi 1954

Nazwę polską zaproponował Władysław Wojewoda w 2003 r.

## Morfologia
Grzyb cyfelloidalny o owocniku siedzącym, beztrzonowym. Kształt półokrągły, wachlarzowaty lub muszelkowaty, wklęsły, z galaretowatą warstewką. Powierzchnia o barwie początkowo szarobrązowej, potem blednąca – brudnobiała. Trzon krótki, gładki.

## Występowanie
Na terenie Polski podano tylko jedno stanowisko w Międzyrzeczu Podlaskim i to już historyczne (1900 r.), potwierdzone w 1904 r.
Nadrzewny grzyb saprotroficzny. Występuje w lasach wśród mchów, zwłaszcza na obumarłych pniach drzew. Jak wszystkie bocznianki jest także grzybem nicieniobójczym. Jej grzybnia za pomocą klejących cyst strzępkowych atakuje nicienie i trawi je.